# Neau
Neau ist eine französische Gemeinde mit 757 Einwohnern (Stand 1. Januar 2022) im Département Mayenne in der Region Pays de la Loire. Sie gehört zum Arrondissement Mayenne und zum Gemeindeverband Les Coëvrons.

## Geografie
Die Gemeinde Neau liegt etwa 28 Kilometer nordöstlich von Laval und 50 Kilometer westnordwestlich von Le Mans am Oberlauf des Flusses Jouanne. Das flache, teils sumpfige und waldlose Gebiet um Neau zeichnet sich durch einen Wechsel von Ackerflächen und Weideland aus. Auffällig sind einige Steinbrüche und teils geflutete Restlöcher im Gemeindegebiet von Neau. Nachbargemeinden von Neau sind Mézangers im Nordosten, Évron im Osten, Saint-Christophe-du-Luat im Süden, Brée im Westen sowie Deux-Évailles im Nordwesten.

## Bevölkerungsentwicklung
| Jahr      | 1962 | 1968 | 1975 | 1982 | 1990 | 1999 | 2006 | 2012 | 2021 |
| --------- | ---- | ---- | ---- | ---- | ---- | ---- | ---- | ---- | ---- |
| Einwohner | 588  | 606  | 560  | 618  | 652  | 712  | 701  | 708  | 763  |

Im Jahr 1846 wurde mit 855 Bewohnern die bisher höchste Einwohnerzahl ermittelt. Die Zahlen basieren auf den Daten von cassini.ehess und INSEE.

## Sehenswürdigkeiten

### Kirche Saint-Vigor
Die heutige Kirche fußt auf einem Vorgängerbau aus dem 8. und 9. Jahrhundert, was bei archäologischen Ausgrabungen einer Nekropole im Chor in den Jahren 1988/1989 entdeckt wurde. Die Ausgrabungen haben die Überreste der Apsis freigelegt. Die Kirche gehörte im Jahr 989 den Mönchen der Abtei von Évron. Das Kirchengebäude wurde von den Normannen zerstört. Eine neue romanische Kirche entstand an der gleichen Stelle im 12. Jahrhundert, geweiht dem Heiligen Vigorus (Saint Vigor), einem Bischof von Bayeux aus dem 6. Jahrhundert. Die Kirche ist als Monument historique geschützt.

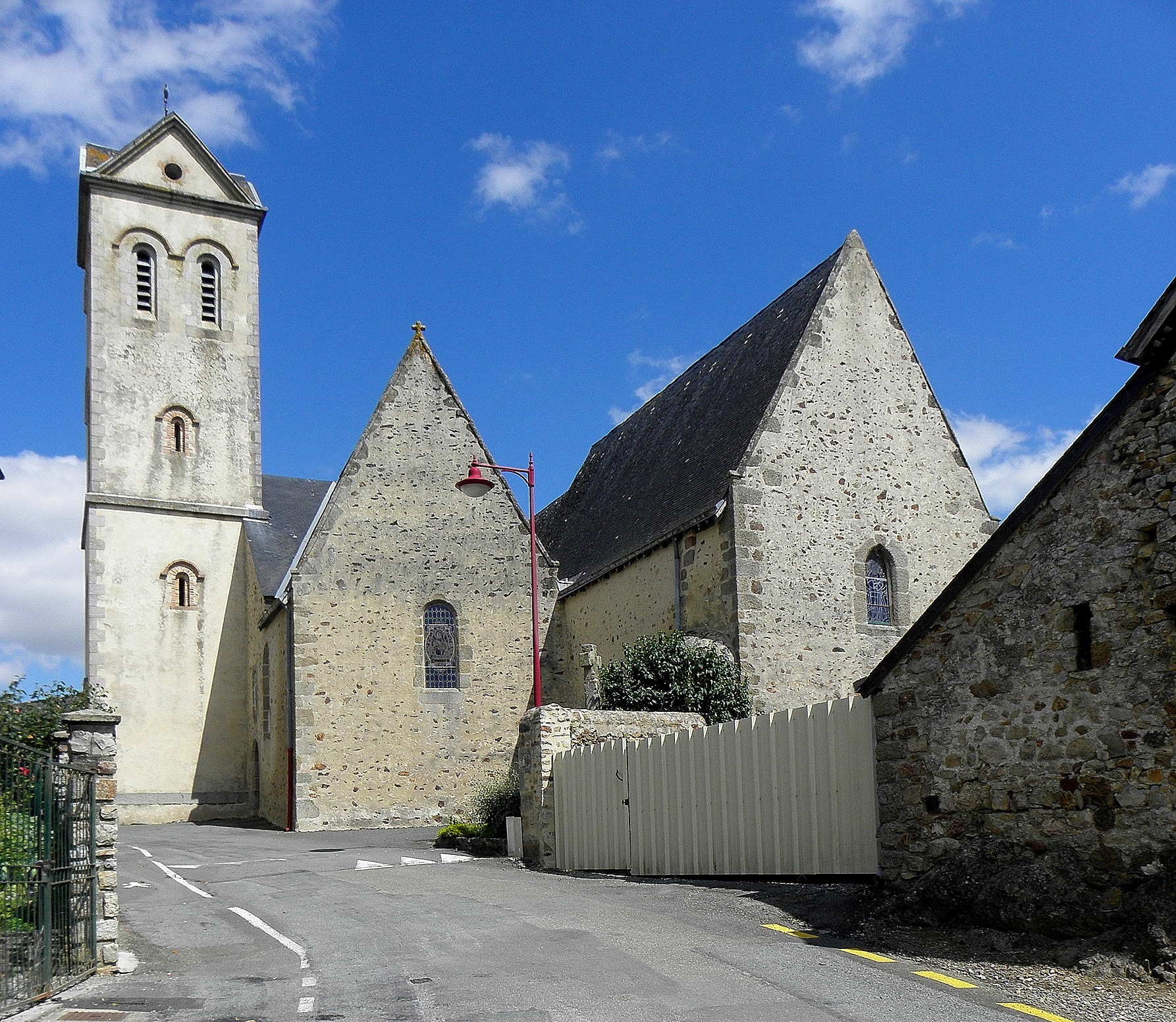
Kirche Saint-Vigor
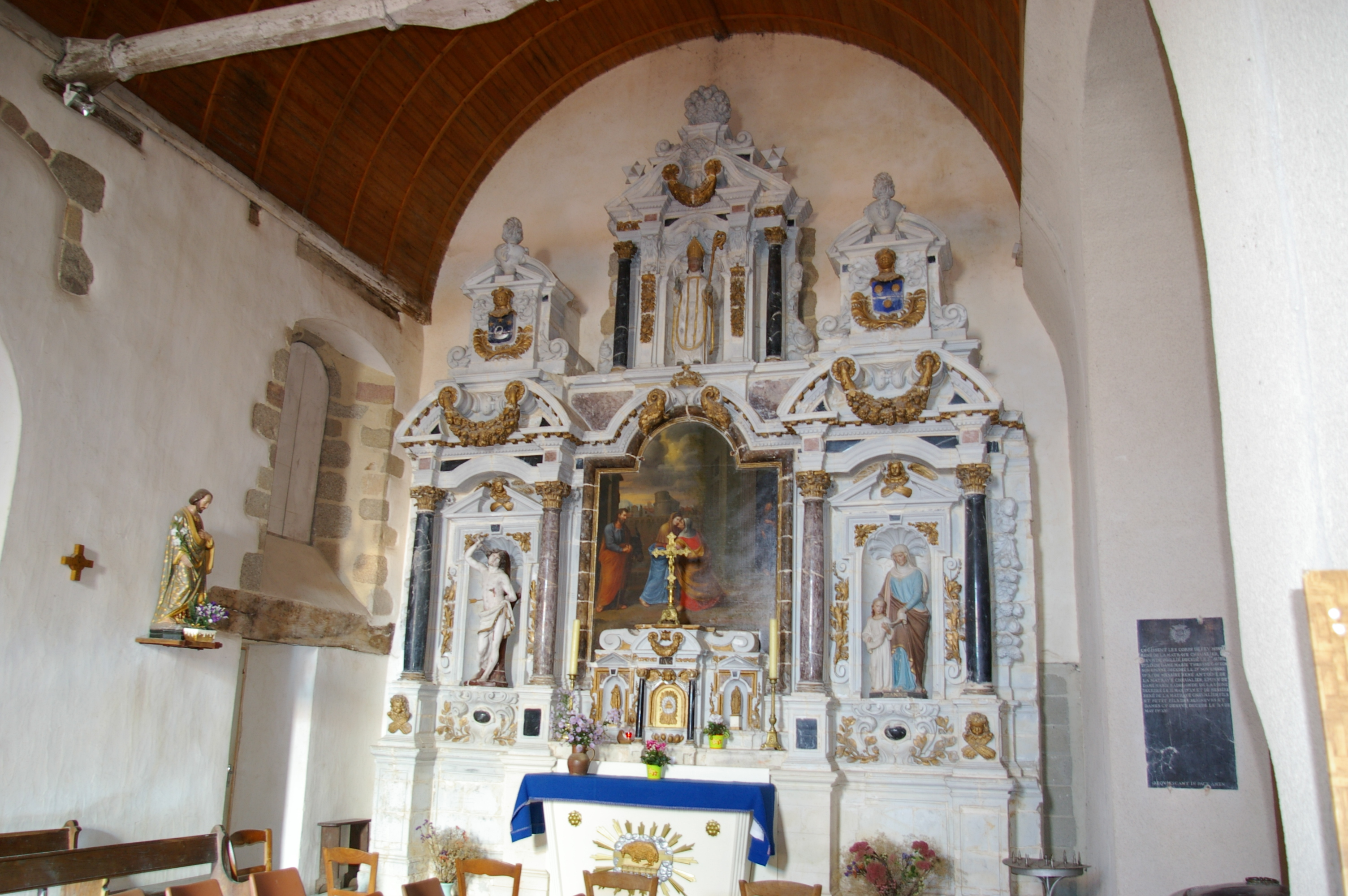
Innenansicht Saint-Vigor
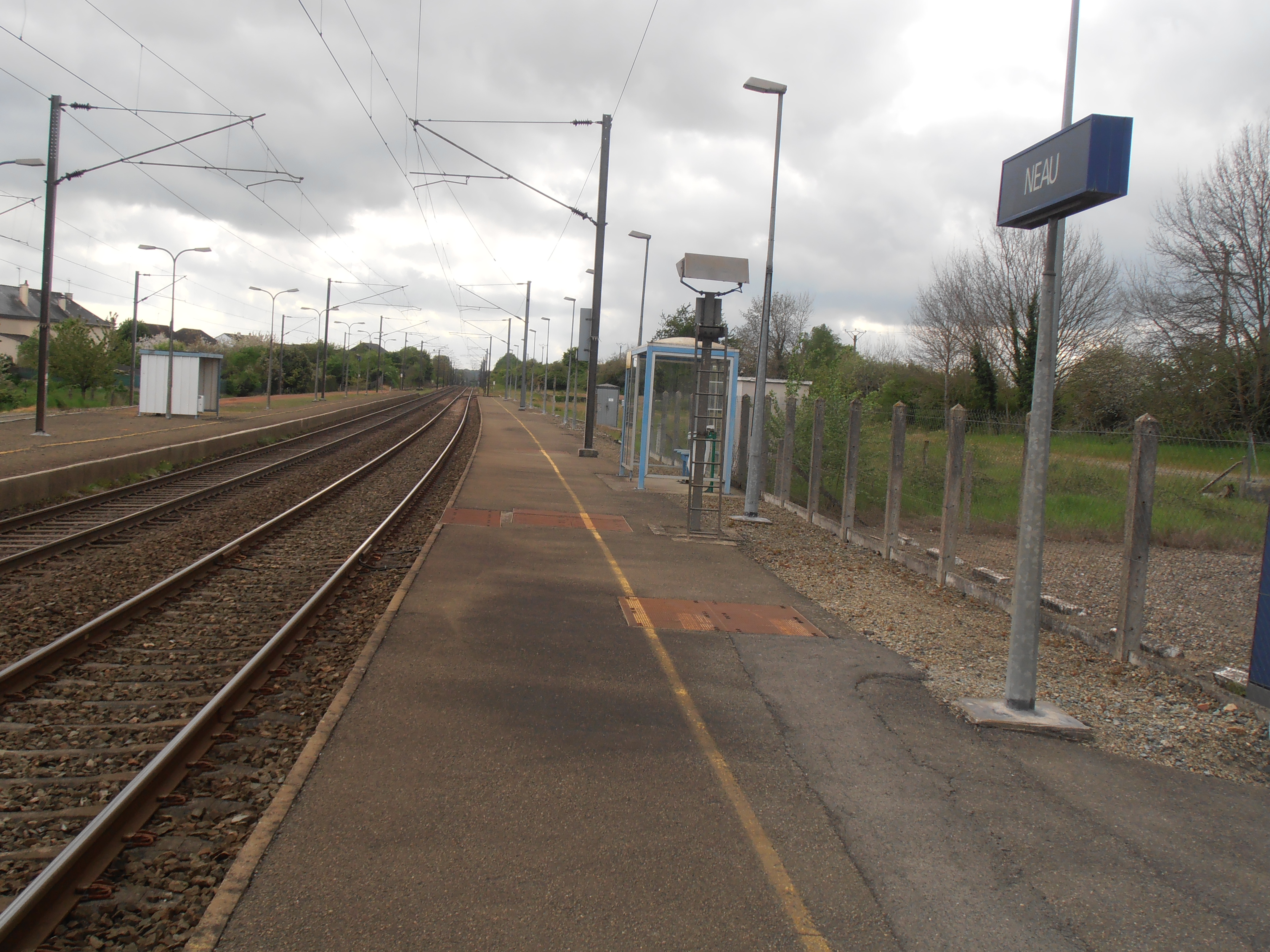
Bahnhalt Neau

## Wirtschaft und Infrastruktur
In der Gemeinde Neau sind 15 Landwirtschaftsbetriebe ansässig (Getreide- und Gemüseanbau, Schaf,- Ziegen- und Rinderzucht).
Neau liegt an der Hauptstraße D 32 von Laval nach Évron. In der 15 Kilometer südlich gelegenen Gemeinde Vaiges besteht ein Anschluss an die Autoroute A 81 von Rennes nach Le Mans. Neau liegt an der Bahnstrecke Paris–Brest und wird im Regionalverkehr mit TER-Zügen bedient.

## Belege
1. ↑  Neau auf cassini.ehess.fr
2. ↑  Neau auf INSEE
3. ↑  Landwirtschaftsbetriebe auf annuaire-mairie.fr (französisch).